# Atrium Casino
Pour les articles homonymes, voir Atrium.
Atrium Casino est le nom du casino de la commune de Dax, dans le département français des Landes. Il est inscrit au titre des monuments historiques par arrêté du 16 octobre 2000.

## Présentation
En 1925, le maire de Dax, Eugène Milliès-Lacroix, propose la construction d'un casino afin de donner un nouvel élan à la station thermale. Ainsi, les architectes André Granet (Paris), Albert Pomade (Dax) et Jean Prunetti (Dax), sont chargés de la réalisation du casino. Venant de réaliser la Salle Pleyel à Paris, Granet veut que ce casino corresponde aux canons de son temps.
Le 1er juillet 1928, le premier espace d'animation du genre des Landes est inauguré. À cette occasion, mille personnes assistent à l’opéra Mireille de Charles Gounod. Réalisé en béton armé enduit, l'édifice comporte un amphithéâtre à ciel ouvert, d'où son nom d'Atrium. Le bar est décoré de vitraux dessinés par le maître-verrier Louis Barillet.
Le bâtiment fait partie d'un ensemble avec l'Hôtel Splendid voisin. Il devient propriété de la ville en 1968. Avec le temps, son architecture se révèle mal adaptée au climat océanique de la région et la construction en souffre. Les différentes tentatives de sauvetage ne réussissent pas à redonner à l'Atrium Casino ses fastes d'antan ; ainsi, soixante ans après, le bâtiment ferme en raison de son mauvais état.
Les travaux de restauration débutent par la grande salle de spectacles de 800 places, l'Atrium, qui est inscrit une première fois à l’Inventaire des Monuments Historiques en 1986 (arrêté annulé). Le décor somptueux du plafond, des parois et du cadre de scène, gravé sur des panneaux de stucs dorés et argentés présente des personnages et des animaux sur un fond floral, qualifié par un historien d'art de « jardin extraordinaire ». Il est doté d'un équipement technique moderne et propose de nombreux spectacles tout au long de l'année, des galas de danse, des concerts, des pièces de théâtre... Le casino est restauré et rouvre au public en 2005, à la suite de son inscription aux Monuments historiques en 2000.

## Galerie

Le côté.
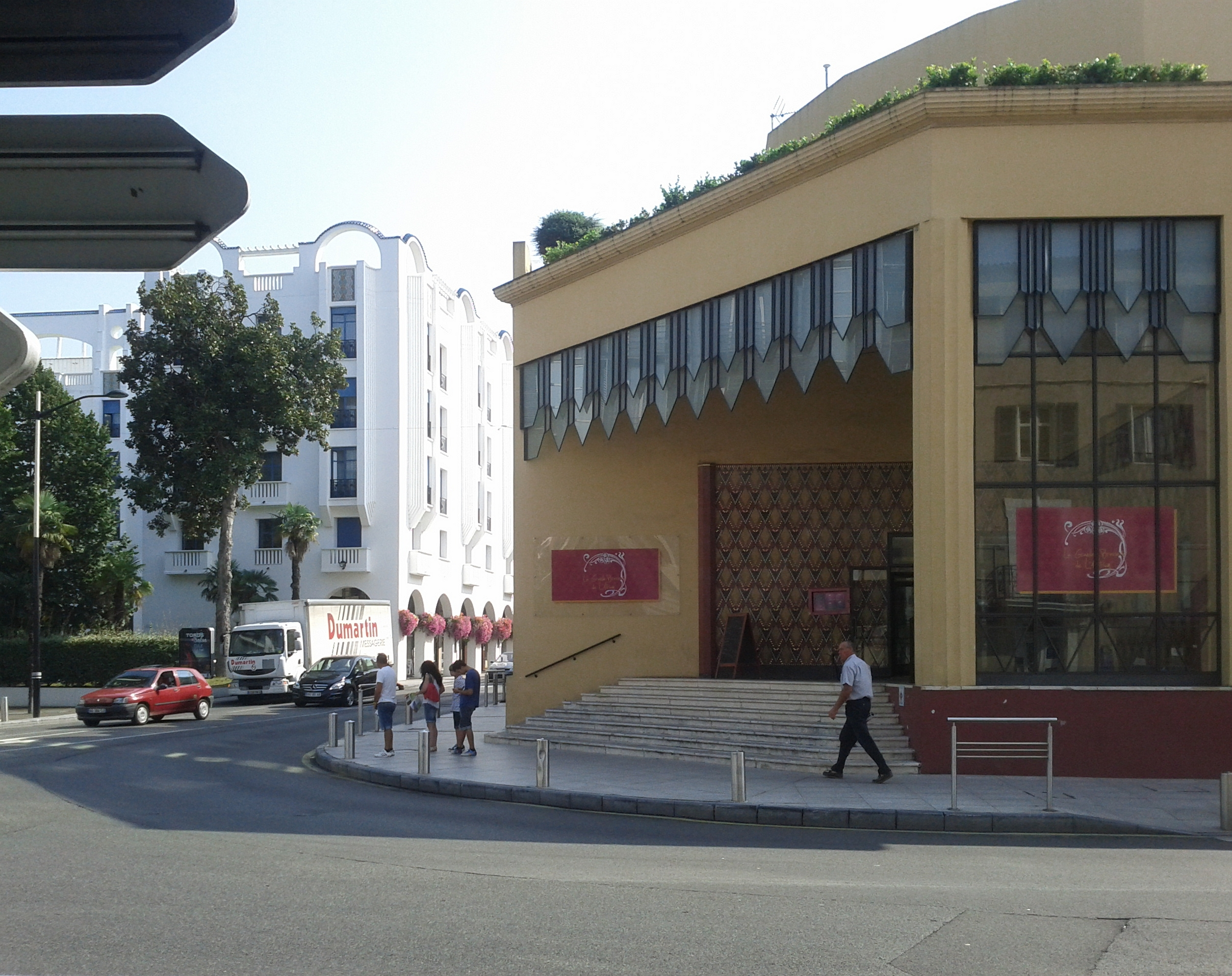
Entrée, près de l'Hôtel Splendid.